# UU de la Cabellera de Berenice
UU de la Cabellera de Berenice (UU Comae Berenices) és un estel variable a la constel·lació de la Cabellera de Berenice. Alguns còdexs antics apunten al fet que aquest estel antigament rebia el títol de Kissīn, una espècie d'heura, campaneta de la Mare de Déu o rosa silvestre trepadora. De magnitud aparent mitjana +5,44, s'hi troba a 311 anys llum de distància del sistema solar. És membre del cúmul estel·lar de Coma (Melotte 111).
UU de la Cabellera de Berenice és un estel classificat com A2pv que mostra un espectre peculiar, indicat per la lletra p. En aquesta classe d'estels s'observen sobreabundància d'alguns elements —estronci en el cas d'UU de la Cabellera de Berenice— i camps magnètics intensos, sent el valor mitjà del camp magnètic d'UU de la Cabellera de Berenice de 537 g. La seva temperatura efectiva és de 8.750 K i té un radi de 3 radis solars, sent el seu període de rotació de 1,92 dies. Brilla amb una lluminositat 51 vegades major que la del Sol i és 2,4 vegades més massiva que aquest. La seva edat s'estima en 500 milions d'anys.
Catalogada com a variable Alpha² Canum Venaticorum i variable Delta Scuti, la seva lluentor oscil·la entre magnitud +5,41 i +5,46. Sembla existir un període principal de 2,1953 dies amb variacions secundàries cada 1,0256 i 0,9178 dies, si bé existeixen discrepàncies entre els diferents observadors.